# 横尾山荘
横尾山荘（よこおさんそう）は中部山岳国立公園内、長野県松本市安曇上高地にある山小屋。上高地から槍ヶ岳、穂高連峰、蝶ヶ岳へ向かう登山道の分岐点、横尾に建つ。梓川左岸の標高1,620 mの位置にある。上高地から徒歩で約3時間10分要する。

## 沿革
- 1947年（昭和22年）横尾小屋（のちの横尾山荘）を山田利一が建設。（山田利一は常念小屋、一ノ俣小屋も創設している。）
- 1955年（昭和30年）客室棟を新築。（二代目山田宏吉による）
- 1972年（昭和47年）本館・食堂棟を改築。
- 1999年（平成11年）浴室を改築、浴場棟「悠湯館」完成。
- 2008年（平成20年）客室棟を改築。（三代目山田直による）

## 小屋のデータ

### 営業期間
- 4/27 - 11/5　2011年（平成23年度）

### 施設データ
- 客室　30室
- 宿泊定員　250名
- 浴場「悠湯館」、売店、食堂
- 宿泊料金　1泊2食付　9,500円[2]

### 周辺施設
- 横尾大橋
- 国設横尾野営場（テント100張）、冬期避難小屋

### 携帯電話
- auは、蝶ヶ岳ヒュッテのアンテナを前穂高岳の屏風岩に向けて電波を発射し、山岳反射させる手法で横尾山荘周辺を通話可能区域としている[3]。

## 地理

### 周辺の山小屋
周辺の登山ルート上には、以下の山小屋がある。
| 名称            | 所在地                             | 標高(m) | 収容人数 | キャンプ指定地 | 備考               |
| --------------- | ---------------------------------- | ------- | -------- | -------------- | ------------------ |
| 横尾山荘        | 横尾、梓川左岸                     | 1,620   | 250人    | テント100張    | 入浴施設「悠湯館」 |
| 槍沢ロッジ      | 上高地奥の横尾                     | 1,850   | 150人    | テント30張     | 入浴施設あり       |
| 常念小屋        | 常念乗越（常念岳と横通岳との鞍部） | 2,450   | 300人    | テント40張     |                    |
| 蝶ヶ岳ヒュッテ  | 蝶ヶ岳山頂直下北の肩               | 2,660   | 250人    | テント30張     |                    |
| 氷壁の宿 徳沢園 | 上高地徳沢                         | 1,560   | 100人    | テント200張    | 入浴施設あり       |
| 徳沢ロッジ      | 上高地徳沢                         | 1,550   | 100人    |                | 入浴施設あり       |

### 周辺の山
周辺には以下の山があり、それぞれの山に登る登山者が利用している。
| 山容・画像 | 名称     | 標高(m) | 横尾山荘からの 方角と距離(km) | 備考           |
| ---------- | -------- | ------- | ----------------------------- | -------------- |
|            | 槍ヶ岳   | 3,180   | 北西 7.1                      | 日本百名山     |
|            | 常念岳   | 2,857   | 北東 4.3                      | 日本百名山     |
|            | 横尾山荘 | 1,620   | 0                             | 横尾、梓川左岸 |
|            | 穂高岳   | 3,190   | 西 4.6                        | 日本百名山     |
|            | 蝶ヶ岳   | 2,677   | 東 2.5                        | 蝶ヶ岳ヒュッテ |